# Foramen pariétal
Le foramen pariétal (ou trou pariétal) est un orifice de l'os pariétal près de son bord sagittal et légèrement en avant de son bord postérieur. Il s'ouvre dans la cavité crânienne et permet le passage de la veine émissaire pariétale qui se déverse dans le sinus sagittal supérieur.